# Publio Fiori
Publio Fiori (Roma, 25 marzo 1938 – Roma, 16 luglio 2024) è stato un politico italiano.
Nel corso della sua carriera fu vicepresidente della Camera dei deputati, sottosegretario al Ministero delle poste e delle telecomunicazioni, sottosegretario alla Sanità e ministro dei trasporti e della navigazione.

## La militanza politica

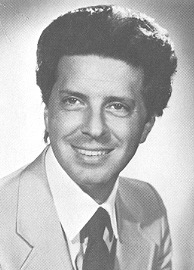
Publio Fiori nel 1979

Laureato in giurisprudenza, la sua esperienza politica ebbe inizio nella Democrazia Cristiana, partito nel quale militò fino al suo scioglimento.
Il 2 novembre 1977 un gruppo di fuoco delle Brigate Rosse, formato da Prospero Gallinari, Barbara Balzerani, Bruno Seghetti  e Rita Algranati gli tese un agguato; Fiori tentò di reagire ma, pur essendo armato, venne gravemente ferito alle gambe e al torace.

### L'iscrizione alla P2
Publio Fiori per molto tempo risultò essere iscritto nella lista degli appartenenti alla P2, scoperta nel 1981. Solo nel 2001, il tribunale di Roma, con sentenza n. 20537/01, escluse l'appartenenza di Publio Fiori alla loggia massonica P2 (tessera 1878).

### Dalla DC ad AN
Dal 1º luglio del 1992 fu sottosegretario al Ministero delle poste e delle telecomunicazioni nel governo Amato I, mentre il 6 maggio dell'anno successivo entrò nel governo Ciampi come sottosegretario alla Sanità.
A luglio del 1993, allorquando l'assemblea organizzativa della Democrazia Cristiana (guidata all'epoca dal segretario Mino Martinazzoli) scelse di aprirsi verso i contributi della sinistra e del PDS, decise di abbandonare il partito.
Fiori, infatti, posizionato sui valori della destra-DC, sostenne sempre che la tradizione democristiana non potesse fondersi con quella post-comunista. La diatriba si aprì principalmente negli ambienti romani dove, alle elezioni amministrative d'autunno, Fiori scelse di supportare la destra e la candidatura a sindaco di Gianfranco Fini, alla guida di un Movimento Sociale Italiano che già in precedenza iniziò quel rinnovamento liberaldemocratico che alcuni mesi più tardi lo portò a confluire in Alleanza Nazionale.
Così, nel 1995, con la svolta di Fiuggi, Fiori fu tra i fondatori di AN, dopo essere stato ministro dei trasporti e della navigazione nel primo governo Berlusconi.

### Il ritorno al centrismo
La storia politica di Fiori in Alleanza Nazionale finì nel 2005, in rotta di collisione con alcune scelte "laiche" del leader Fini (in particolare per la posizione sul referendum in materia di fecondazione assistita). Sostenne così il ritorno a posizioni neo-democristiane e neo-centriste, aderendo nel novembre dello stesso anno alla Democrazia Cristiana per le Autonomie, partito fondato da Gianfranco Rotondi, di cui fu nominato presidente. Una delle prime dichiarazioni di Fiori fu:
Nel luglio 2006 divorziò dalla Democrazia Cristiana per le Autonomie dopo essere stato deferito al collegio dei probiviri con l'accusa di aver convocato illecitamente un congresso nazionale del partito.

### La nascita di Rifondazione DC
Approfittando del clima politico dove si dibatté sulla possibile costituzione di un soggetto politico centrista in contrapposizione al bipolarismo, Fiori fondò il partito Rifondazione DC il 1º ottobre 2006.
Fiori ne fu eletto segretario nazionale (per acclamazione), mentre Clelio Darida divenne presidente del consiglio nazionale.
Il nuovo partito si pose in atteggiamento critico nei confronti della sinistra e del governo Prodi II, schierandosi contro la finanziaria 2007. Il soggetto politico tuttavia non decollò vedendosi costretto, per rafforzarsi, alla promozione di una federazione di partiti di ispirazione democristiana.
Il 10 ottobre 2010 ed il 10 aprile 2011, il progetto prese vita con la celebrazione a Roma delle prime due assemblee nazionali dei movimenti di ispirazione cattolica.

### Il progetto della Federazione Democristiana
All'inizio del 2007 il partito si federò con i Popolari UDEUR di Clemente Mastella e la Democrazia Cristiana di Giuseppe Pizza fondando la Federazione Democristiana con l'obiettivo in prospettiva di costituire un polo di centro di ispirazione democristiana e di predisporre liste unitarie per le elezioni europee del 2009.